# Kimčchek
Kimčchek (korejsky 김책시 – Kimčchäk si) je severokorejské město. Leží v provincii Severní Hamgjong na břehu Japonského moře a má přibližně dvě stě tisíc obyvatel. Dříve se jmenovalo Songdžin (korejsky 성진, 城津), pak bylo během Korejské války v roce 1951 pojmenováno po generálovi Korejské lidové armády Kimu Čchekovi.
Z hospodářského hlediska je Kimčchek významný jako dopravní uzel, je zde přístav a vede tu železniční trať Pchjongjang - Rason. Také je zde těžký průmysl.